# Surgeon Warren's Ward
Surgeon Warren's Ward è un cortometraggio muto del 1915. Il nome del regista non viene riportato.

## Produzione
Il film fu prodotto dalla Essanay Film Manufacturing Company.

## Distribuzione
Distribuito dalla General Film Company, il film - un cortometraggio in due bobine - uscì nelle sale cinematografiche USA l'8 gennaio 1915. Viene citato in Moving Picture World del 2 gennaio 1915.